# 宮の本24号墳
宮の本24号墳（みやのもとにじゅうよんごうふん、宮の本第24号古墳）は、広島県三次市向江田町にあった古墳。形状は円墳。宮の本古墳群を構成した古墳の1つ。現在では墳丘は失われている。

## 概要
広島県北部、馬洗川の北側の丘陵上（標高約250メートル）、馬洗川・美波羅川・国兼川の三川合流部を眺望する位置に築造された大型円墳である。周囲には小円墳7基（同時期古墳4基、後期古墳3基）が立地した。2007年（平成19年）に高速道路建設に伴う発掘調査が実施されて失われている。
墳形は円形で、直径29.8-31.0メートル・高さ3.72-4.69メートルを測った。墳丘は3段築成で、地山を削り出した1段目の上に、盛土で2・3段目が構築される。墳丘外表では斜面で葺石が認められており、下段平坦面で円筒埴輪列（朝顔形埴輪含む）92本が確認されている（元は100本程度か）。埴輪片の出土量から上段平坦面・墳頂部にも埴輪列が存在したとみられるほか、家形埴輪を主体とする形象埴輪片も出土している。埋葬施設は墳丘内における竪穴式石室（竪穴式石槨）1基・箱式石棺2基の計3基である。盗掘に遭っているが、箱式石棺の1つからは小型の珠文鏡が、もう1つからは鉄剣片・鉄鏃片が出土している。
築造時期は、古墳時代中期初頭の4世紀末-5世紀初頭頃と推定される。三次盆地では定型化された埴輪樹立古墳としては最古級に位置づけられ、その後に盆地内で急増する古式群集墳の起点的存在として、重要な位置づけにある古墳である。
広島県立みよし風土記の丘では、墳丘が80パーセント縮小復元されたうえで、墳丘・石室・石棺が再現されて公開されている。

## 遺跡歴
- 2007年（平成19年）、中国横断自動車道尾道松江線（尾道自動車道）建設に伴う発掘調査（広島県教育事業団、2013年に報告）[1]。
- 2012年（平成24年）、広島県立みよし風土記の丘内に墳丘・石室・石棺の再現。

## 埋葬施設

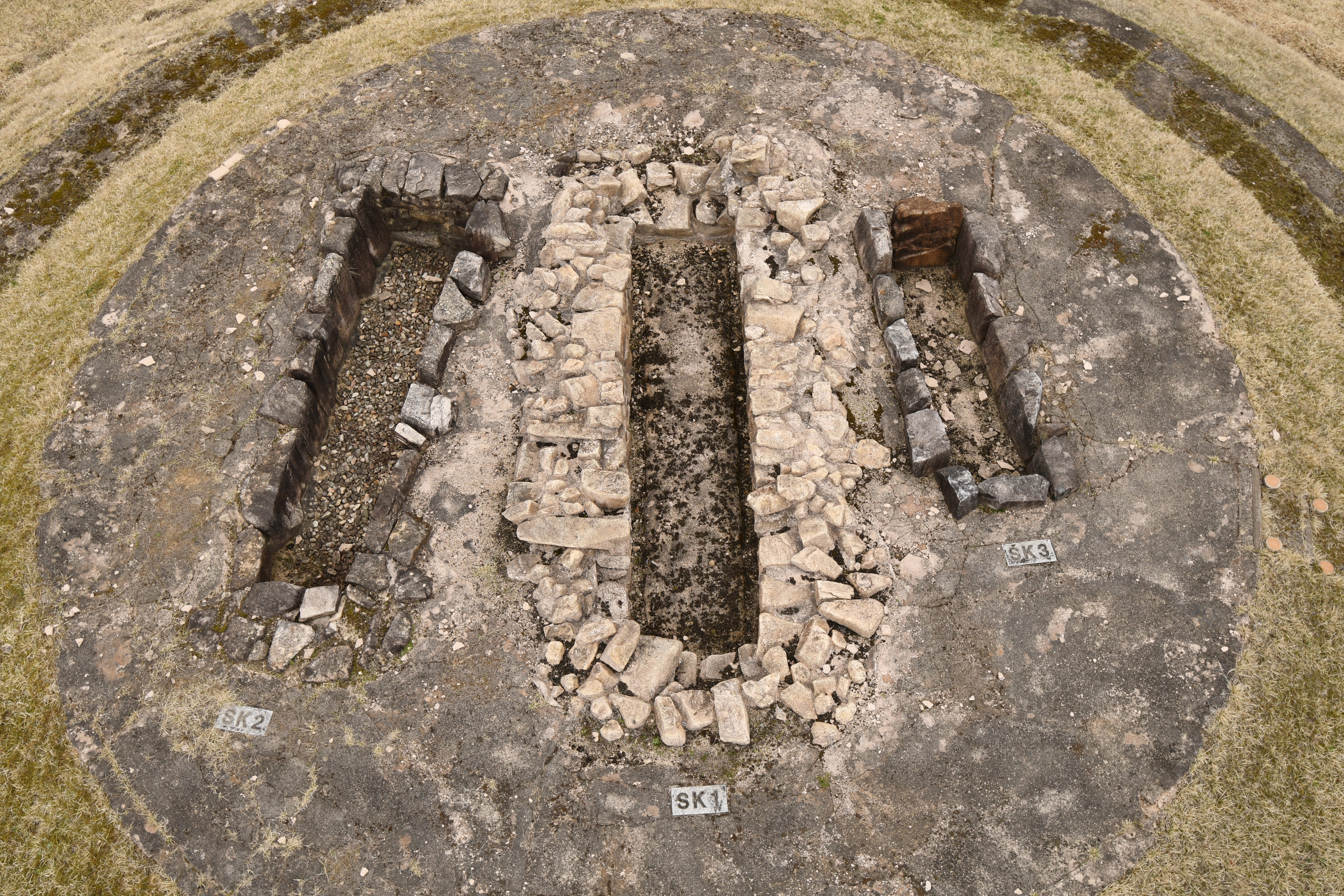
埋葬施設群
（左からSK2、SK1、SK3）

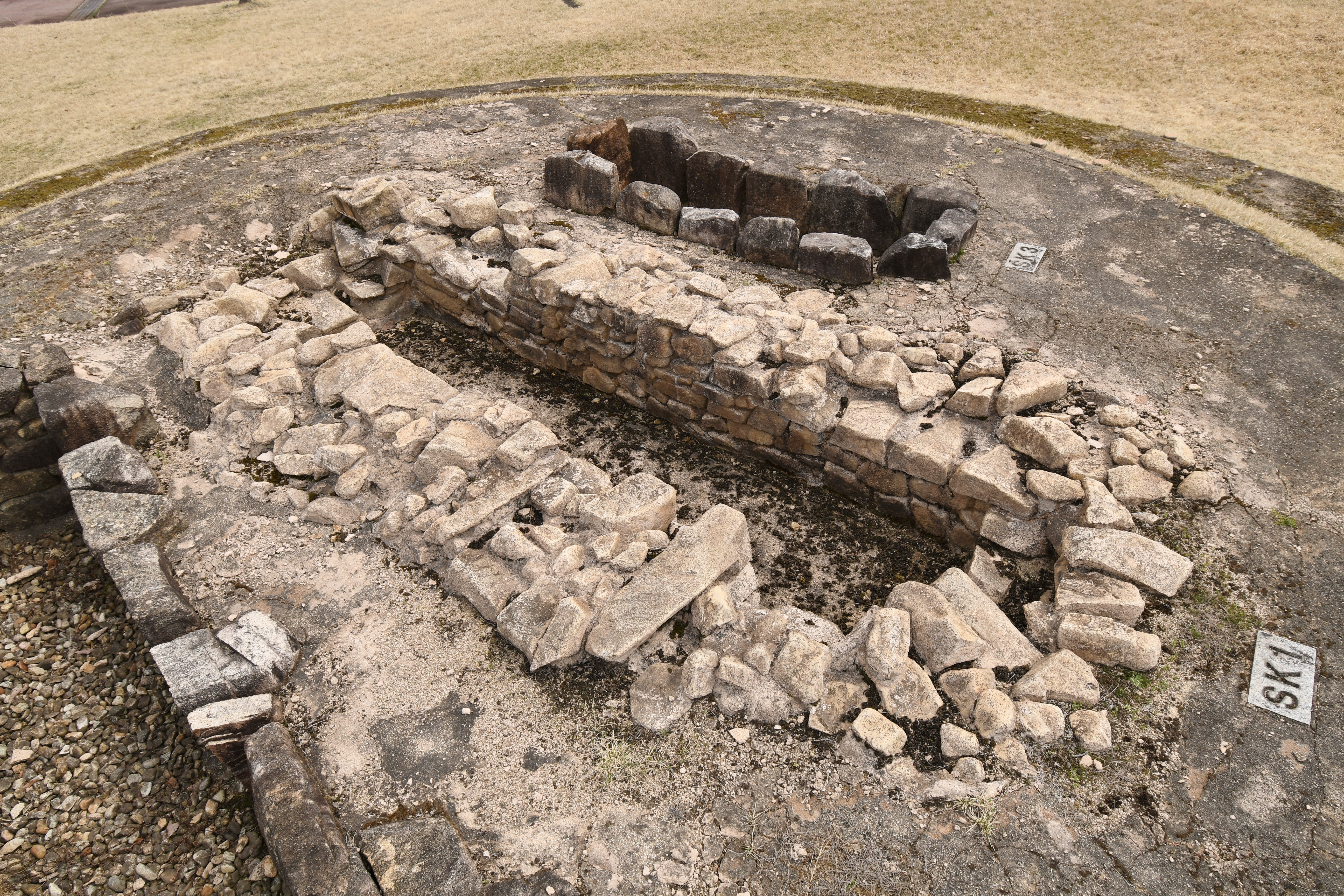
竪穴式石室 SK1
（GRCセメント複製）

埋葬施設としては、墳丘内において竪穴式石室1基・箱式石棺2基が構築されている。竪穴式石室は墳丘盛土の1段階後に構築され、箱式石棺2基は墳丘盛土の2段階後（上段平坦面）に構築される。3基の内容は次の通り。
竪穴式石室（SK1）
墳丘中央部に位置する。竪穴式石室（竪穴式石槨）で、長さ約3.5メートル・幅約1メートルを測る。
石室内部には木棺を据えたとみられる。盗掘に遭っており、副葬品は出土していない。
箱式石棺（SK2）
竪穴式石室の北側に位置する。石室状の大型箱式石棺で、長さ約3.5メートル・幅約0.9メートルを測る。側壁は石材を立て並べ、西小口（足位）は石室状に5-6段積みとするが、東小口（頭位）に石材はない。
石棺内部には円礫による礫槨が認められ、内部に箱形木棺を据えたとみられる。礫槨内からは小型の珠文鏡が出土している。
箱式石棺（SK3）
竪穴式石室の南側に位置する。箱式石棺で、長さ約1.8メートル・幅約0.5メートルを測るが、盗掘によって大きく破壊されている。
石棺内部は盗掘に遭っているが、鉄剣片・鉄鏃片が出土している。
以上のほか、墳丘裾部の西側から南側には従属葬として、小型の埋葬施設9基（石蓋土坑・箱式石棺・木蓋土坑）が確認されている。そのうちの箱式石棺1基（SK4）では、円筒埴輪片を石棺石材の間隙に詰める。

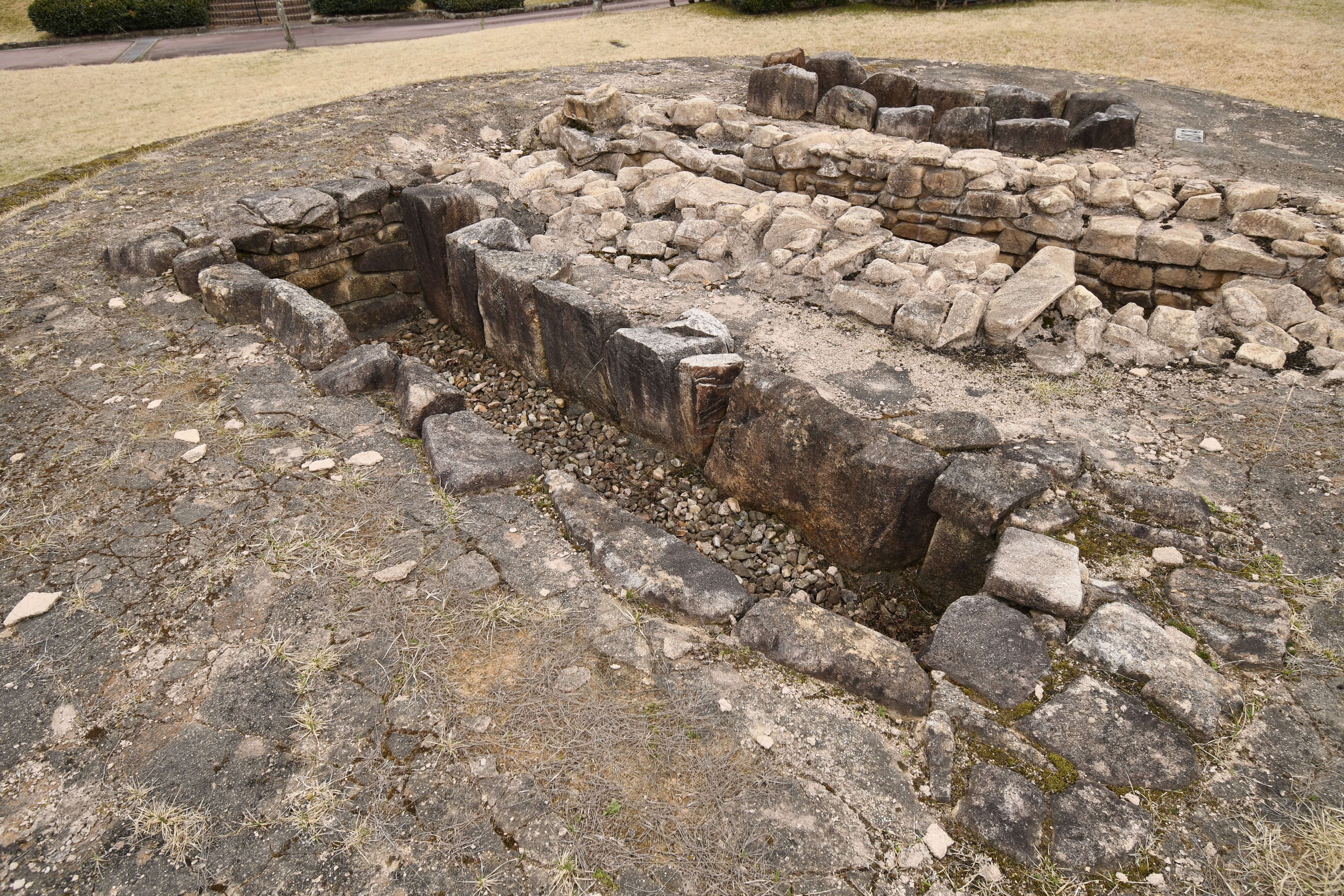
箱式石棺 SK2（移築復元）
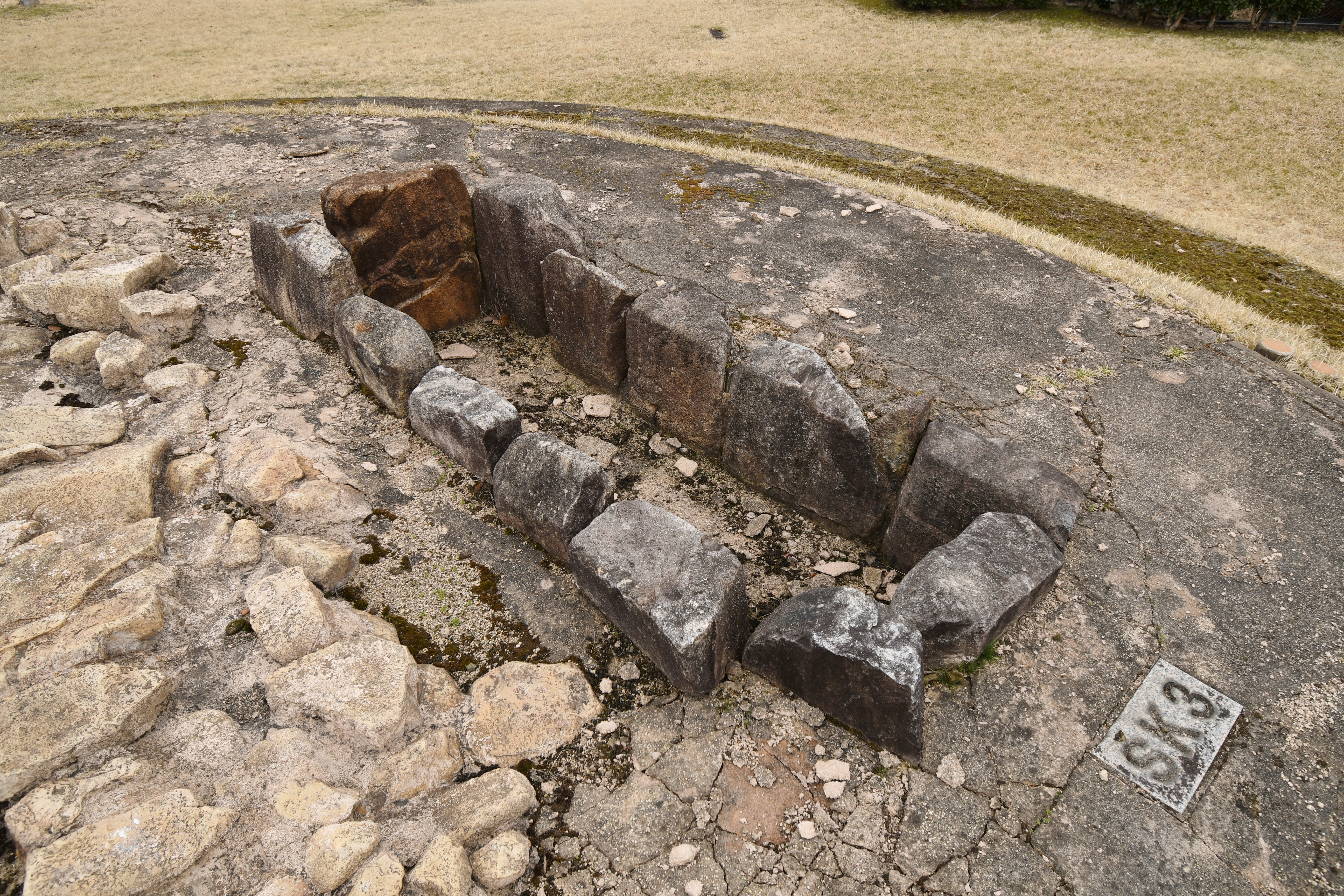
箱式石棺 SK3（移築復元）
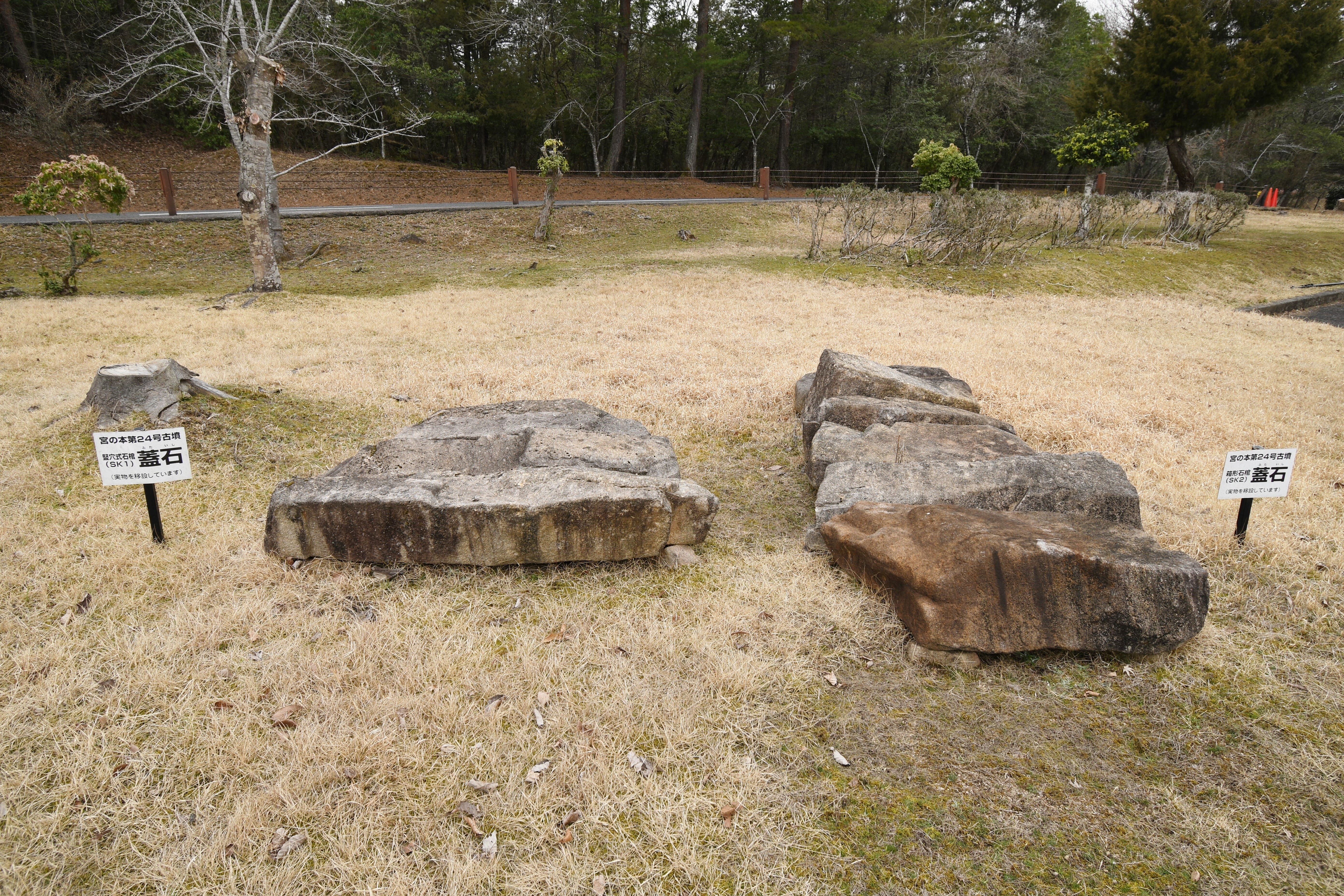
SK1蓋石・SK2蓋石

## 関連施設
- 広島県立みよし風土記の丘（三次市小田幸町） - 宮の本24号墳の墳丘・石室・石棺を再現展示。

## 関連文献
（記事執筆に使用していない関連文献）
- 『中国横断自動車道尾道松江線建設に伴う埋蔵文化財発掘調査報告29 宮の本第20-26・31・32号古墳』財団法人広島県教育事業団〈財団法人広島県教育事業団発掘調査報告書第53集〉、2013年。